# Chondrocephalus gemmae
Chondrocephalus gemmae là một loài bọ cánh cứng trong họ Passalidae. Loài này được Reyes-Castillo & Castillo miêu tả khoa học năm 1986.